# Recordoxylon speciosum
Recordoxylon speciosum là một loài thực vật có hoa trong họ Đậu. Loài này được (Benoist) Gazel ex Barneby miêu tả khoa học đầu tiên năm 1993.